# Shaxi (Zhongshan)
Pour les articles homonymes, voir Shaxi.
Shaxi (沙溪镇 ; pinyin : Shāxī Zhèn) est une commune faisant partie de la ville de Zhongshan, située dans la province du Guangdong, en Chine. Elle s'étend sur 55 km2. La population s'élève à 162 000 habitants, dont 100 000 sont des travailleurs migrants.
La commune est spécialisée dans la fabrication de vêtements de loisirs, avec, en 2002, 710 entreprises, pour 43 000 employés, plus de 200 millions de vêtements, 6,3 milliards de RMB, et 123 millions de dollars en devises. Les conditions d'exploitation de l'usine de vêtements Lifeng (丽 锋 服饰 制衣 有限公司), produisant également pour la société turque de jeans Vigaze, ont été présentés en 2005 dans le documentaire China Blue.

## Transport
- Gare de Chaoshan